# Cybianthus cardonae
Cybianthus cardonae är en viveväxtart som beskrevs av G. Agostini. Cybianthus cardonae ingår i släktet Cybianthus, och familjen viveväxter. Inga underarter finns listade i Catalogue of Life.